# Eduardo Boza Masvidal
Eduardo Tomás Boza Masvidal (Camagüey, 18 settembre 1915 – Los Teques, 16 marzo 2003) è stato un vescovo cattolico cubano.

## Biografia
Nacque da Aurelio Boza e da Clemencia Masvidal. Il fratello era lo scrittore Aurelio Boza Masvidal. Il 18 novembre 1915 fu battezzato nella chiesa di Nostra Signora della Solitudine a Camagüey. Si laureò al college La Salle a El Vedado, in Avana. Conseguì un dottorato in filosofia e lettere nel 1940 presso l'Università dell'Avana. Dal 1935 studiò presso il seminario di San Carlo e di Sant'Ambrogio e qui vi compì gli studi ecclesiastici.
Il 28 febbraio 1944 fu ordinato presbitero presso la Cattedrale dell'Avana per l'imposizione delle mani dell'arcivescovo dell'Avana Manuel Arteaga y Betancourt (creato cardinale nel 1946). Gli fu assegnata la parrocchia di San Salvador a El Cerro, in Avana per un anno. Fu chiamato come professore presso lo stesso seminario che aveva frequentato e fu nominato cappellano della Scuola del Sacro Cuore. Più tardi gli fu assegnata la parrocchia di San Luigi a Madruga e nel 1948 gli fu assegnata la parrocchia di Nostra Signora della Carità in Avana fino al 1961. Fu inoltre procuratore del tribunale ecclesiastico e rettore dell'Università Cattolica di San Tommaso di Villanova.
Il 31 marzo 1960 papa Giovanni XXIII lo nominò vescovo titolare di Vinda e vescovo ausiliare di San Cristobal de la Habana. Il 15 maggio 1960 ricevette la consacrazione episcopale per l'imposizione delle mani dell'arcivescovo Evelio Díaz y Cía. Il 15 e 16 settembre 1961, insieme ad altri 135 sacerdoti, fu espulso da Cuba dal regime comunista per le sue attività controrivoluzionarie. Fondò l'UCE, l'Unione dei Cubani in Esilio. Partecipò anche al Concilio Vaticano II tra il 1962 e il 1965.
Il 16 marzo 2003 morì per complicazioni in seguito a una polmonite, presso il Medical Center di Los Teques in Venezuela.

## Genealogia episcopale
La genealogia episcopale è:
- Cardinale Scipione Rebiba
- Cardinale Giulio Antonio Santori
- Cardinale Girolamo Bernerio, O.P.
- Arcivescovo Galeazzo Sanvitale
- Cardinale Ludovico Ludovisi
- Cardinale Luigi Caetani
- Cardinale Ulderico Carpegna
- Cardinale Paluzzo Paluzzi Altieri degli Albertoni
- Papa Benedetto XIII
- Papa Benedetto XIV
- Papa Clemente XIII
- Cardinale Bernardino Giraud
- Cardinale Alessandro Mattei
- Cardinale Pietro Francesco Galleffi
- Cardinale Giacomo Filippo Fransoni
- Cardinale Carlo Sacconi
- Cardinale Edward Henry Howard
- Cardinale Mariano Rampolla del Tindaro
- Cardinale Antonio Vico
- Arcivescovo George Joseph Caruana
- Arcivescovo Evelio Díaz y Cía
- Vescovo Eduardo Tomás Boza Masvidal